# Senegalská reprezentace v malém fotbale
Senegalská reprezentace v malém fotbale reprezentuje Senegal na mezinárodních akcích v malé kopané, jako je mistrovství světa nebo Africký pohár.

## Historie
Již na své první akci, na mistrovství světa 2017, Senegal získal bronzové medaile, když porazil v boji o třetí místo Španělsko 5:0. Za zmínku také stojí, že v osmifinále Senegal vyřadil šestinásobné mistry Evropy Rumunsko 3:2 na penalty. V roce 2018 na Africkém poháru, se Senegal dostal do finále, kde podlehl Pobřeží slonoviny 4:3 na penalty. Na Africkém poháru v roce 2021 byl Senegal vyřazen kuriózním způsobem. Před čtvrtfinále s Pobřežím slonoviny oba týmy před zápasem přišly na hřiště v bílých dresech. Senegal měl jakožto domácí tým mít odlišnou barvu, ale dresy nedokázal sehnat. Původně se spekulovalo, že by se zápas odehrál následující den ráno. To byl ale problém, jelikož poté se mělo hrát semifinále a jeden z týmů by tak byl v nevýhodě. Zápas byl po domluvě Africké konfederace s nigerijskou asociací kontumován ve prospěch Pobřeží slonoviny. S českou reprezentací se Senegal zatím nikdy neutkal.

## Výsledky

### Mistrovství světa
| Rok  | Místo konání | Umístění                                        |
| ---- | ------------ | ----------------------------------------------- |
| 2015 | USA          | Nezúčastnili se                                 |
| 2017 | Nabeul       | Bronzová medaile                                |
| 2019 | Perth        | Nezúčastnili se                                 |
|      | Celkem       | Účast – 1× Zlato – 0×, Stříbro – 0×, Bronz – 1× |

### Africký pohár
| Rok  | Místo konání | Umístění                                        |
| ---- | ------------ | ----------------------------------------------- |
| 2018 | Tripolis     | Stříbrná medaile                                |
| 2021 | Ibadan       | Vyloučeni                                       |
|      | Celkem       | Účast – 2× Zlato – 0×, Stříbro – 1×, Bronz – 0× |